# 烏泰納區
烏泰納區是立陶宛烏泰納縣内的市镇，行政中心为乌泰纳市。市镇面積为1,229平方公里，2020年人口数量为37,179人。